# Hemiptelea davidii
Hemiptelea davidii är en almväxtart som först beskrevs av Henry Fletcher Hance, och fick sitt nu gällande namn av Jules Émile Planchon. Hemiptelea davidii ingår i släktet Hemiptelea och familjen almväxter. Inga underarter finns listade i Catalogue of Life.
Trädet förekommer främst på Koreahalvön och glest fördelad i östra Kina. Det ingår vanligen i skogar. För beståndet är inga hot kända. IUCN listar arten som livskraftig (LC).

## Bildgalleri

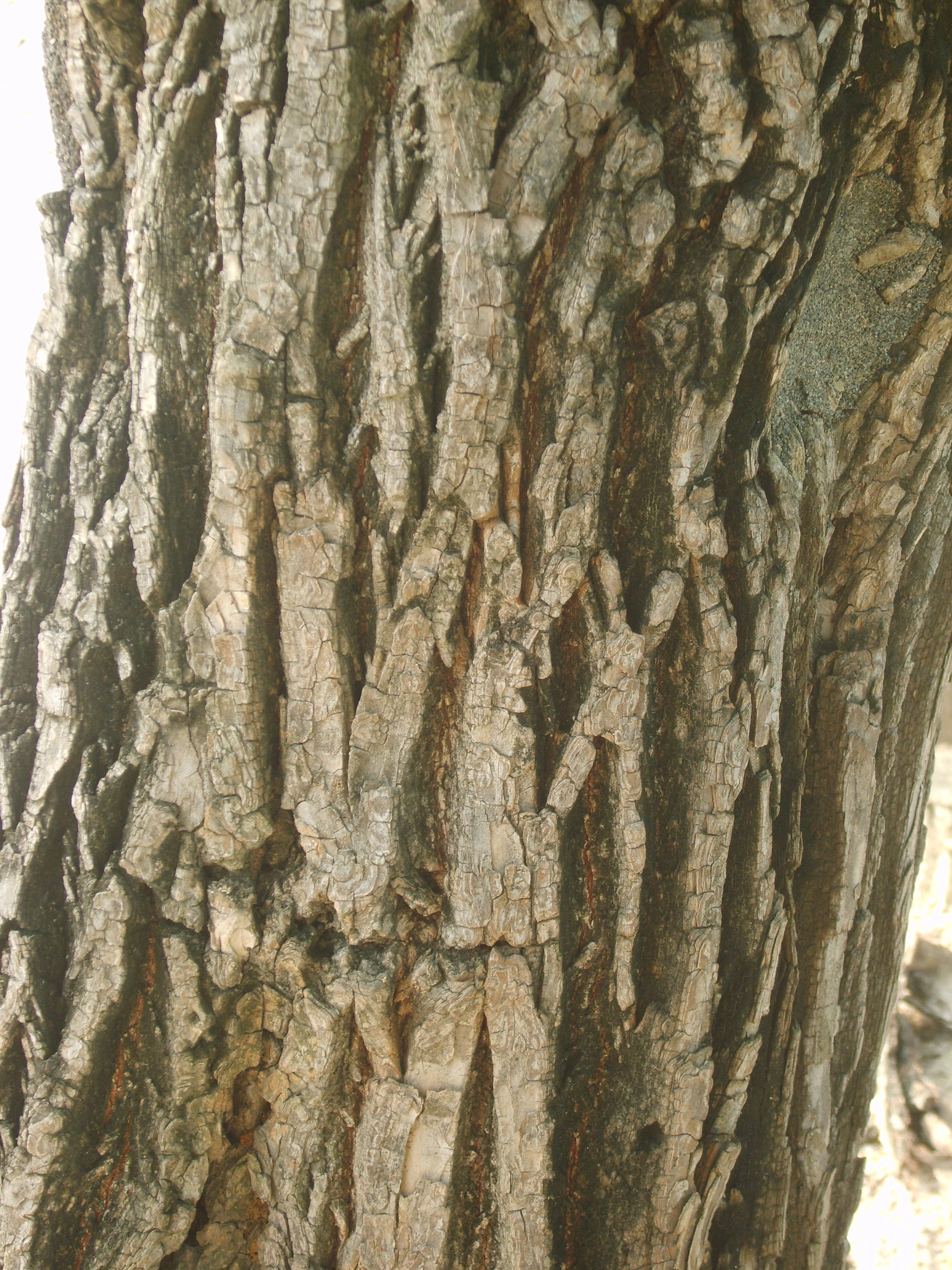
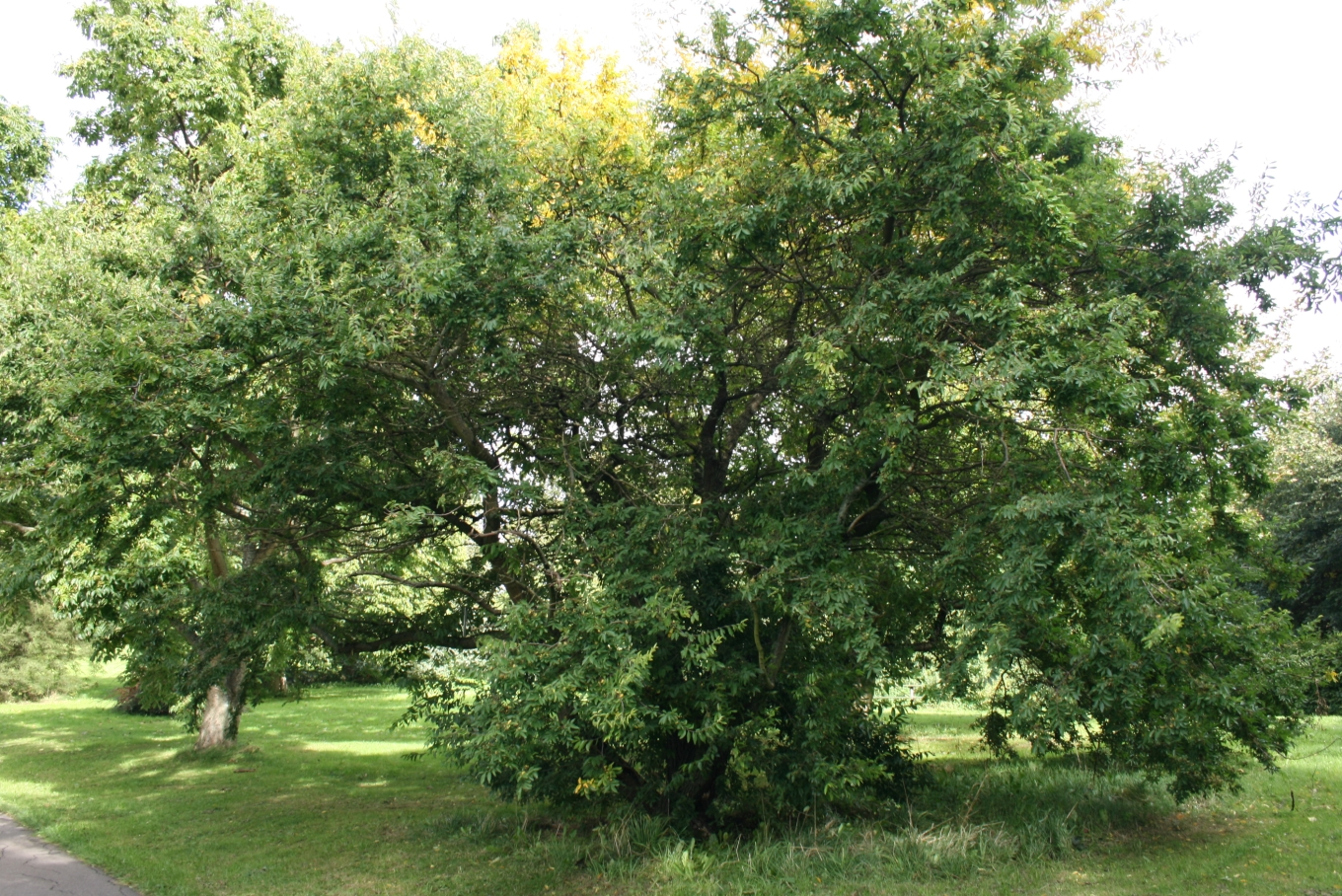
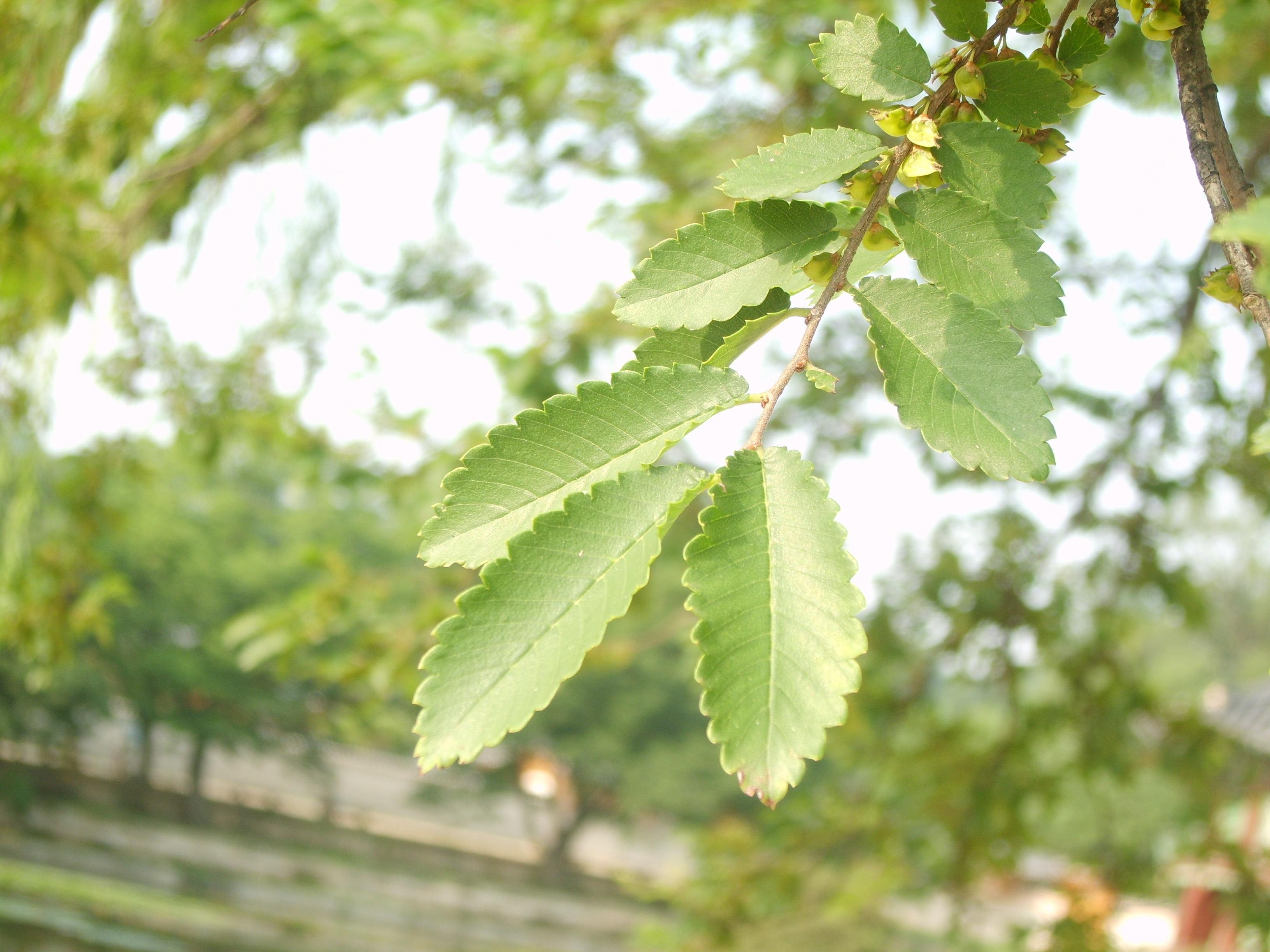
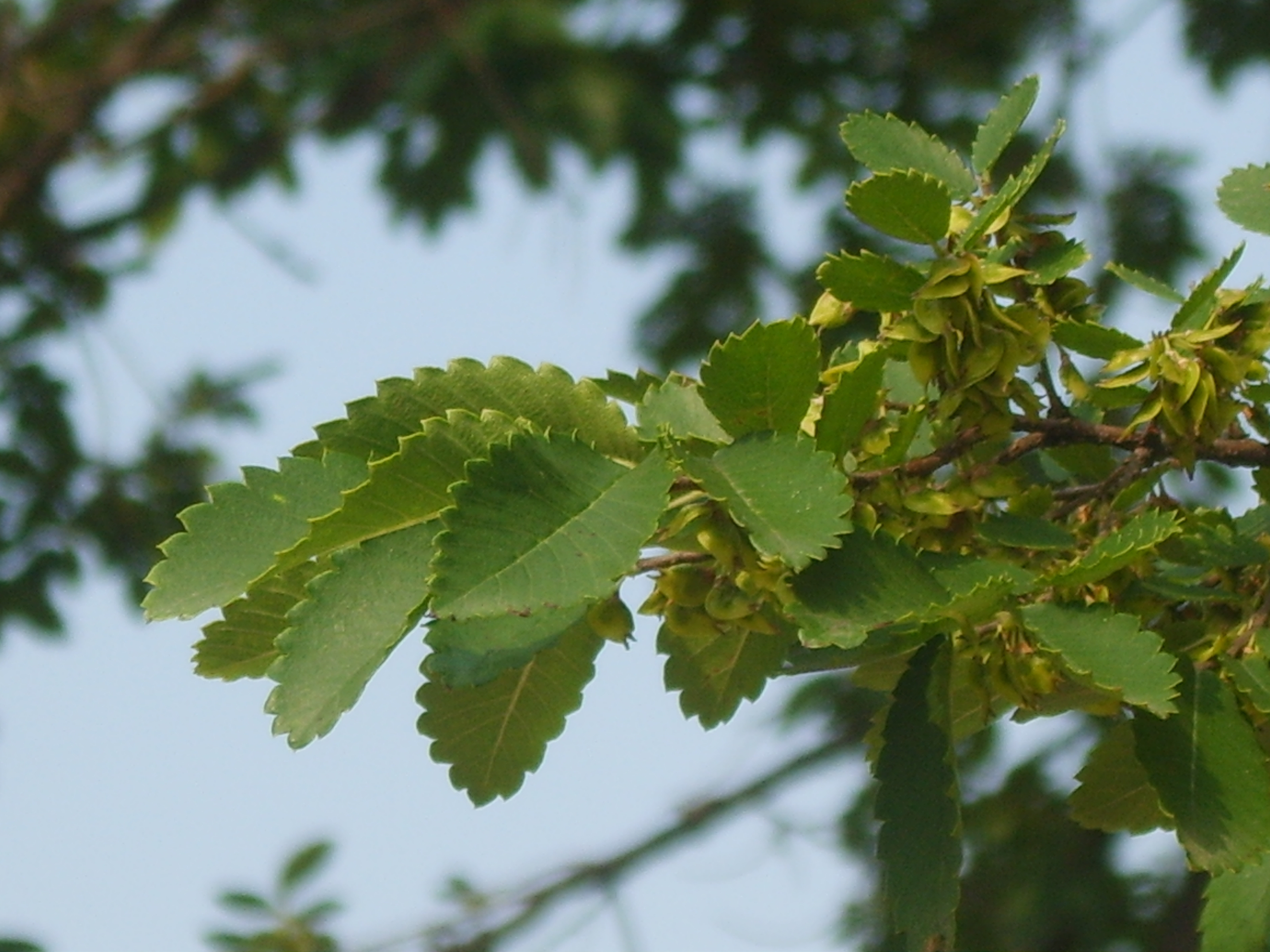
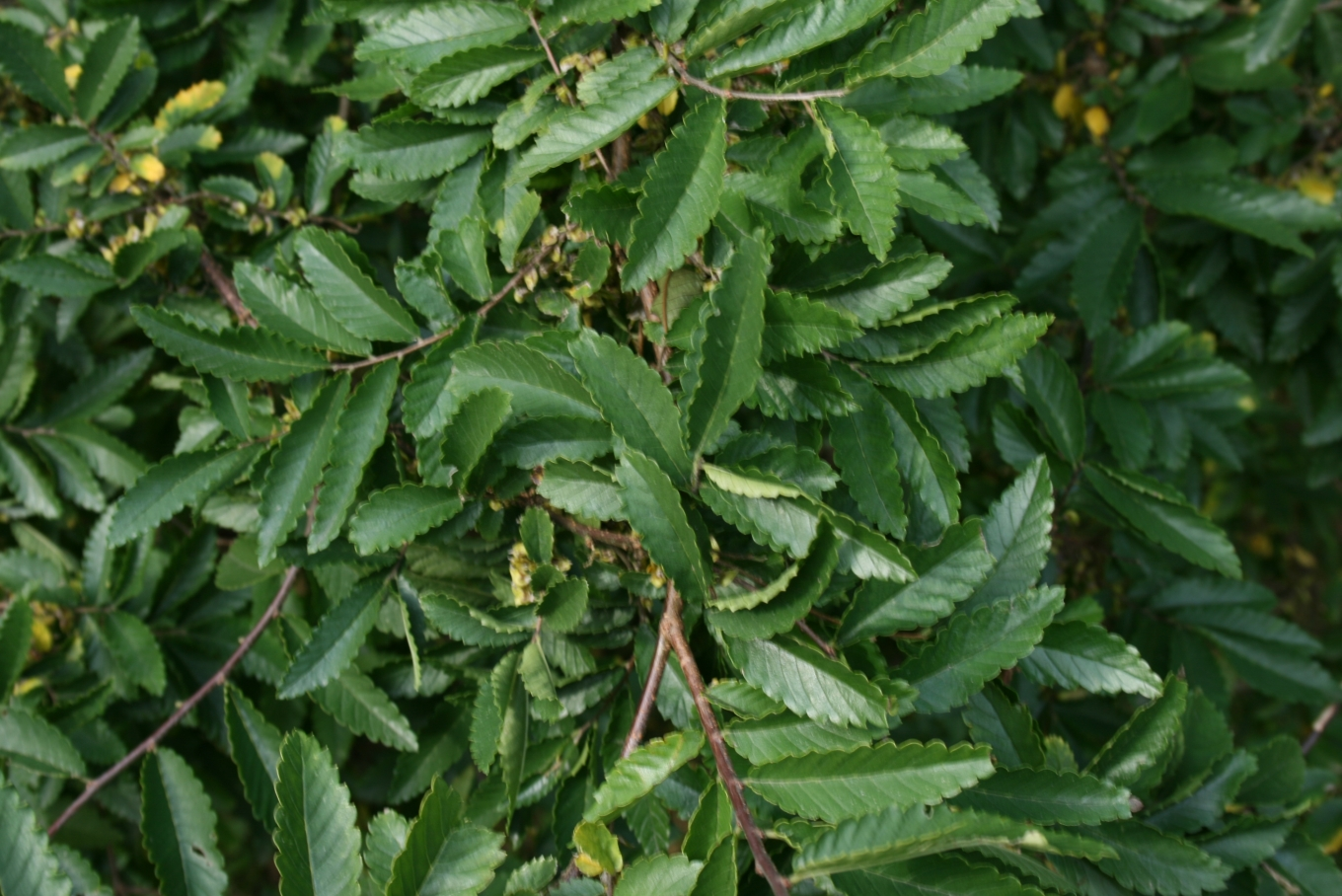
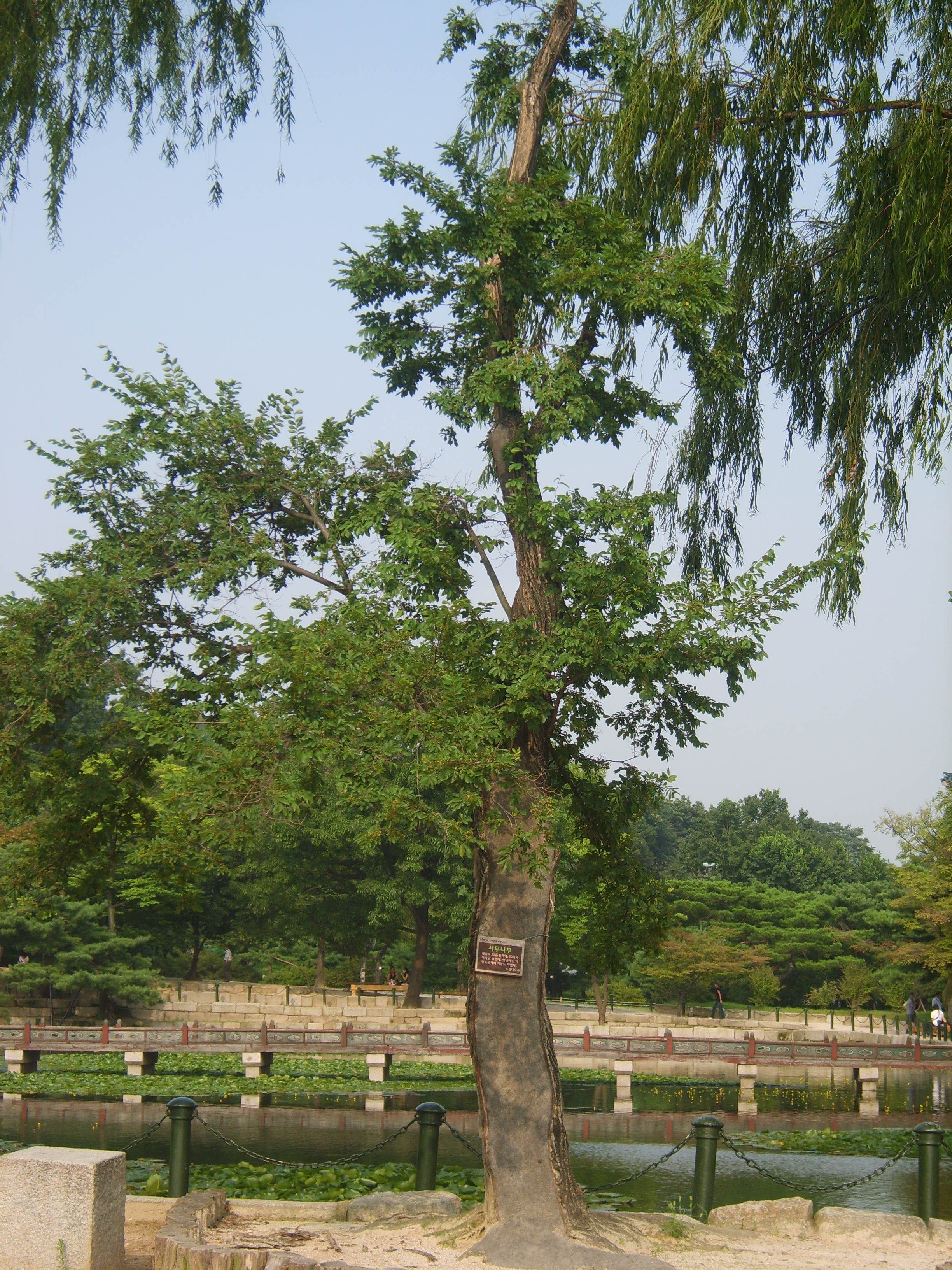